# Bratislav Petković
Bratislav Petković (în sârbă Братислав Петковић; n. 26 septembrie 1948, Belgrad, RFP Iugoslavia⁠(d) – d. 9 mai 2021, Belgrad, Serbia) a fost un dramaturg, regizor, scenarist și politician sârb. A fost membru al Partidului progresist sârb (SNS). În perioada 27 iulie 2012 - 2 septembrie 2013 a îndeplinit funcția de ministru al culturii și informațiilor în guvernul condus de Ivica Dačić.

## Studii și carieră
Bratislav Petković s-a născut pe 26 septembrie 1948 în Belgrad. A studiat regia la Facultatea de artă dramatică de la Universitatea de arte din Belgrad, pe care a absolvit-o în 1972. Mai multe piese de teatru au fost jucate pe scenele din Belgrad: Gran pri (Grand Prix), Legija časti (Legiunea de onoare), Cvetovi zla (Florile răului) și Skadar. În scrierile sale, el este de multe ori inspirat de istoria națională.

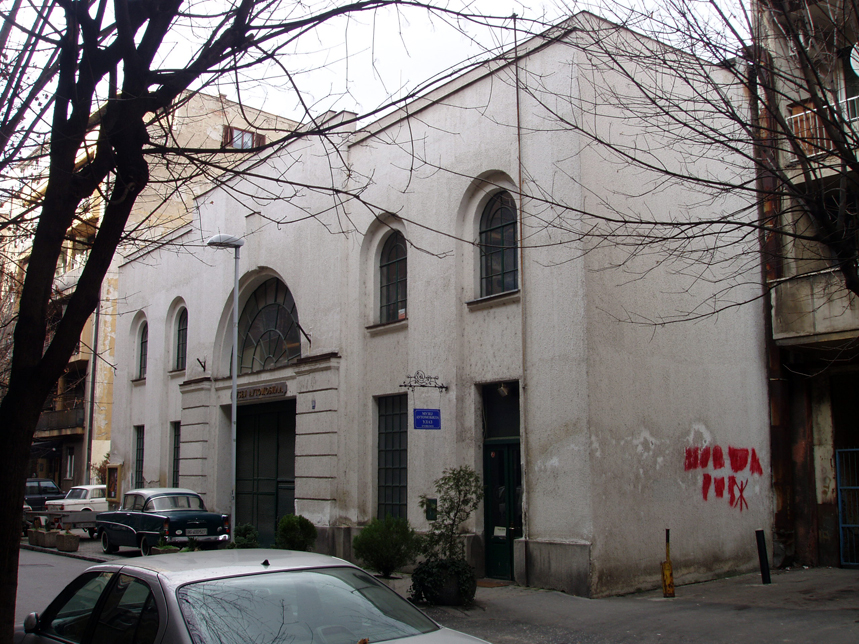
Muzeul de automobile din Belgrad

În 1978 a fost jucată la Teatrul dramatic din Belgrad piesa de teatru Viața Sportivă, scrisă în colaborare cu Vojislav Kajganić. Apoi a scris două drame: Prodajem razbivenu kuću și Ispovest klovna Dragoljuba (Mărturisirea clovnului Dragoljub). În 1991 a scris o dramă intitulată Kaskader (Cascadorul), pe care apoi o regizează la Teatrul dramatic.
În 1994 Bratislav Petković a înființat Muzeul de automobile de la Belgrad, având la bază colecția sa privată de mașini istorice; acesta este situat în clădirea unui garaj construit în 1929 și este în prezent clasificat ca monument istoric. Aici a fost deschis un mic teatru, Moderna garaža (Garajul modern), numele referindu-se la locul în care este găzduit muzeul auto.
Bratislav Petković a fost, de asemenea, vicepreședinte al Asociației dramaturgilor din Serbia (în sârbă: Udruženje dramskih pisaca Srbije).

## Cariera politică
În 2010 Bratislav Petković a aderat la Partidul progresist sârb (SNS) al lui Tomislav Nikolić. În iunie 2012, după victoria lui Nikolić în alegerile prezidențiale, a devenit consilier pentru cultură al noului președinte. La 27 iulie 2012 a fost ales ministru al culturii și informațiilor în guvernul condus de Ivica Dačić, susținut de Nikolić.
După o lungă perioadă de criză în coaliția de guvernare, Ivica Dačić a exclus partidul Regiunile Unite ale Serbiei (URS) de la guvernare și, în special, pe principalul său reprezentant, președintele de partid și ministrul finanțelor și economiei, Mlađan Dinkić. Remanierea a avut loc pe 2 septembrie 2013, iar Bratislav Petković deși era membru al SNS, nu și-a păstrat postul de ministru.

## Viața privată
Bratislav Petković a fost căsătorit și tatăl a doi copii. A susținut atletismul și hocheiul.

## Lucrări
Teatru
Scenarii
- 2011: Albatros de Filip Čolović, film de televiziune;
- 2004: Cvetovi zla de Branko Mitić, film TV;
- 1997: Grand Prix de Slobodan Ž. Jovanović, film TV.